# Paul Siebertz (Jurist)
Paul Siebertz (* 1948 in Wien) ist ein österreichischer Jurist.

## Werdegang
Nach einer Banklehre bei der Bayerischen Vereinsbank in München studierte Siebertz Rechtswissenschaften und Geschichte in Regensburg, Würzburg und München. Nach Referendarzeit und Promotion an der Ludwig-Maximilians-Universität in München trat er 1977 wieder in die Bayerische Vereinsbank, später Bayerische Hypo- und Vereinsbank AG, ein, zuletzt als Vorstandsmitglied zuständig für Personal und Immobilienfinanzierung.
Seit 2002 vertritt er die Vereinigung der Bayerischen Wirtschaft im Rundfunkrat des Bayerischen Rundfunks. Er war von 2007 bis 2022 als Vertreter des BR-Rundfunkrates Mitglied im ARD-Programmbeirat und seit April 2013 dessen Vorsitzender. Am 15. Juli 2013 überreichte ihm der bayerische Staatsminister für Wissenschaft, Forschung und Kunst Wolfgang Heubisch, für sein Engagement im sozialen und kulturellen Bereich, das Verdienstkreuz am Bande der Bundesrepublik Deutschland.

## Mandate
- Mitglied des Stiftungsrats der Katholischen Universität Eichstätt-Ingolstadt[6]
- Mitglied (ohne Stimmrecht) des Hochschulrates der Katholischen Universität Eichstätt-Ingolstadt.[7]
- Vorsitzender des Verwaltungsrats des Studentenwerk München Anstalt des öffentlichen Rechts[8]
- Mitglied im Rundfunkrat des Bayerischen Rundfunks[9]
- Mitglied des Hochschulrates der Hochschule für Musik und Theater München[10]
- Mitglied des Kuratoriums der Gesellschaft Freunde der Hochschule für Musik und Theater München e. V.[11]
- Mitglied des Stiftungsrats der Stiftung Bildungspakt[12]
- Mitglied des Vorstands der Münchener Universitätsgesellschaft,[13]

## Ehrungen
- 2004: Ehrensenator der Vereinigung der Bayerischen Wirtschaft[14]
- 2012: Ehrensenator der Hochschule für Musik und Theater München[15]
- 2013: Verdienstkreuz am Bande der Bundesrepublik Deutschland[16]

## Schriften (Auswahl)
- Denkmalschutz in Bayern. München 1977
- (mit Johann Heinrich von Stein) Handbuch Banken und Personal. Hrsg. Frankfurt a. M.: Knapp. 1999. ISBN 3-7819-0625-6
- (mit Dirk Drechsler) Formen eines Direktbank-Angebotes und seine Auswirkungen auf das Vertriebssystem, in Handbuch des Bankmarketing. 1998. ISBN 3-409-34709-7
- Immobilienfinanzierung. in Handwörterbuch des Bank- und Finanzwesens. 2001. ISBN 3-7910-8047-4